# Julia Mühlbacher
Pour les articles homonymes, voir Mühlbacher.
Julia Mühlbacher est une sauteuse à ski autrichienne, née le 2 août 2004 à Braunau am Inn. 

## Palmarès

### Championnats du monde
| Épreuve / Édition  | Planica 2023 | Trondheim 2025 |
| Petit Tremplin     |              |                |
| Grand Tremplin     |              |                |
| Par équipes        | Argent       | Argent         |
| Par équipes mixtes |              |                |

### Coupe du monde
- 1 podium individuel : 1 troisième place.

### Jeux olympiques de la jeunesse
| Épreuve / Édition  | Lausanne 2020 |
| Petit Tremplin     | 4e            |
| Par équipes mixtes | Or            |